# Herb gminy Kochanowice
Herb gminy Kochanowice – jeden z symboli gminy Kochanowice.

## Wygląd i symbolika
Herb przedstawia na tarczy w polu błękitnym ze złotą głowicą, w której umieszczono trzy zielone liście lipy, w polu dolnym dwie srebrne kapliczki ze złotymi ogrodzeniami i zwieńczeniami dachów, a pomiędzy nimi dwie złote skrzyżowane strzały. Jest to nawiązanie do miejscowej legendy. 